# Abadía de Nuestra Señora de Burgo Mediano
La abadía de Nuestra Señora de Burgo Mediano (en francés: abbaye Notre-Dame de Bourg-Moyen) fue un convento católico fundado en Blois (Francia) durante los siglo VI o X, pero fue disuelto en 1790 durante la primera Revolución francesa. Hasta 1940, la abadía fue sede del Colegio de Blois, denominado Liceo Augustin-Thierry desde 1872. Fue destruida por los bombardeos alemanes al principio de la Segunda Guerra Mundial.

## Historia
En 696, se fundó la abadía de Nuestra Señora de Burgo Mediano en el emplazamiento de un monasterio ya dedicado a la Virgen María.El edificio, de estilo románico, fue confirmado por el obispo de Chartres en 1105.Fue entonces sede de canónigos seculares, sustituidos en 1122 por canónigos regulares de la orden de San Agustín.A partir de entonces, adquirió una importancia comparable a la de la abadía de San Lomer.
Se fortificó el edificio en el siglo XIV y en 1350 se construyó un recinto que delimitaba los jardines de la abadía. Esto no bastó para protegerla, ya que la iglesia fue parcialmente destruida por los protestantes durante la Segunda Guerra de Religión.Las obras de reconstrucción se prolongaron hasta la Revolución francesa, pero la abadía de Burgo Mediano acabó siendo dividida en varios lotes para su venta durante el mandato del primer alcalde electo de Blois, Henri Petit de Villanteuil. Sólo dos edificios del patio se salvaron gracias a su asignación a la asamblea departamental. Las demás propiedades se vendieron a ricos residentes de Blois. Guillon, empresario de la ciudad, se apoderó de la iglesia y la convirtió en establo y forrajería. Hizo destruir el edificio para recuperar las piedras en 1806.
En 1808, el municipio de Blois se hizo con los edificios comunales y se instaló allí un colegio. No se hicieron grandes cambios arquitectónicos en el edificio, pero se construyó un gimnasio. En el siglo XIX, el colegio de Blois recibió el nombre del historiador local Augustin Thierry.
Parcialmente catalogado como monumento histórico en 1928, el edificio fue destruido en 1940 por los bombardeos alemanes y no se construyó ningún edificio nuevo en su emplazamiento hasta 1974.En 1945, la cripta también fue declarada monumento histórico. La ciudad fue reconstruida y el emplazamiento del colegio se transformó finalmente en la plaza Valin-de-la-Vaissière.En la actualidad, sólo quedan dos vestigios de la antigua abadía: la rue du Bourg-Moyen (cuyo nombre recuerda la antigua abadía) y una placa conmemorativa colocada en 1964 por la Asociación amigable de Antiguos Alumnos del Colegio y Liceo Augustin-Thierry.